# Магарил-Ильяев, Георгий Георгиевич
Георгий Георгиевич Магарил-Ильяев (род. 11 июня 1944, Сивая-Маска, Коми АССР) — математик, специалист в теории вложения функциональных классов, теории экстремальных задач, теории приближений, теории оптимального восстановления и выпуклом анализе; доктор физико-математических наук (1993), профессор кафедры общих проблем управления механико-математического факультета МГУ (2002).

## Биография
Георгий Магарил-Ильяев родился 11 июня 1944 года в селе Сивая Маска Коми АССР. В 1974 году окончил с отличием механико-математический факультет Московского государственного университета имени М.В. Ломоносова. В 1980 году защитил кандидатскую диссертацию «Вложение обобщенных соболевских классов и неравенства для производных». В 1993 году защитил докторскую диссертацию «Усреднённые характеристики соболевских классов функций на R^n». В 1997 году получил звание профессора. C 2002 года — профессор кафедры общих проблем управления механико-математического факультета МГУ имени М. В. Ломоносова. Читает курсы «Вариационное исчисление и оптимальное управление», «Вопросы оптимального восстановления линейных операторов», «Выпуклый анализ».

## Работы
Георгий Магарил-Ильяев специализируется в области теории приближений, теории экстремальных задач, теории оптимального восстановления и выпуклом анализе.
- Магарил-Ильяев Г. Г., Тихомиров В. М. Выпуклый анализ и его приложения. — изд. стереотип. — URSS, 2016. — 176 с. — ISBN 978-5-397-05180-4.
- Арутюнов А. В., Магарил-Ильяев Г. Г., Тихомиров В. М. Принцип максимума Понтрягина. Доказательство и приложения. — М.: Факториал Пресс, 2006. — 144 с. — ISBN 5-88688-082-8.